# Rodion Malinovski
Rodion Jakovlevitsj Malinovski (Russisch: Родио́н Я́ковлевич Малино́вский; Oekraïens: Родіон Якович Малиновський) (Odessa, 23 november 1898 - Moskou, 31 maart 1967) was een Sovjet-generaal. Hij was maarschalk van de Sovjet-Unie tijdens de Tweede Wereldoorlog. Hij was van Karaïtisch-Joodse komaf.
Hij was tijdens Operatie Barbarossa commandant van het Tweede Front in Oekraïne. Hij sloeg tijdens de Slag om Stalingrad de tankaanval van Hermann Hoth af, zodat die het Zesde Leger van Friedrich Paulus niet kon ontzetten uit de omsingeling. In 1944 bezette hij Roemenië en stootte door naar Hongarije en in 1945 naar Wenen. In 1957 werd hij minister van Defensie in opvolging van Georgi Zjoekov. Hij werd tweemaal onderscheiden als Held van de Sovjet-Unie.

## Militaire carrière
- Soldaat (рядовой): 1914
- Korporaal (капра́л): oktober 1915
- Sergeant (cержа́нт):
- Onderofficier (у́нтер-офице́р):
- Kolonel (Polkovnik): 1936
- Generaal-majoor (Kombrig): 17 juli 1938[2]
- Generaal-majoor (Генерал-майор): 4 juni 1940[2]
- Luitenant-generaal (Генерал-лейтенант): 9 november 1941[2]
- Kolonel-generaal (Генерал-полковник): 12 februari 1943[2][4]
- Legergeneraal (Генерал армии): 28 april 1943[2][4]
- Maarschalk van de Sovjet-Unie (Маршал Советского Союза): 10 september 1944[2]

## Onderscheidingen
Selectie:
- Held van de Sovjet-Unie op 8 september 1945 en 22 november 1958
- Sint-Georgekruis
  - Derde Klasse[5]
  - Vierde Klasse
- Orde van de Overwinning op 10 september 1944[5]
- Leninorde (5) op 17 juli 1937, 6 november 1941, 21 februari 1945, 8 september 1945[5]
- Orde van de Rode Banier (2) op 22 oktober 1937 en 3 november 1944[5]
- Orde van Soevorov
  - Eerste Klasse (2) op 28 januari 1943 en 19 maart 1944[5]
- Orde van Koetoezov
  - Eerste Klasse op 17 september 1943[5]
- Orde van Bogdan Chmelnitski
  - Eerste Klasse
- Croix de guerre 1914 - 1918 in 1916
- Oorlogskruis (Tsjecho-Slowakije) in 1945
- Militaire Orde van de Witte Leeuw voor de Overwinning, Ster der Eerste Klasse op 6 juni 1945[6]
- Chief Commander in het Legioen van Verdienste

- Bibliothèque nationale de France: cb168321551 (data)
- CiNii: DA05153585
- Gemeinsame Normdatei: 120740567
- International Standard Name Identifier: 0000 0001 1083 4568
- Library of Congress Control Number: n85326221
- National Archives and Records Administration: 10569565
- Bibliotheek van het Japanse parlement: 00524106
- Nationale Bibliotheek van Tsjechië: mzk2007394735
- Nationale Bibliotheek van Israël: 987007422142205171
- Nationale Bibliotheek van Polen: a0000002035985
- Nederlandse Thesaurus van Auteursnamen: 157409600
- Réseau des bibliothèques de Suisse occidentale: 02-A024753564
- Système universitaire de documentation: 251580237
- Virtual International Authority File: 111573864
- WorldCat: E39PBJqVYJwBgqrkrvC46R4Dv3